# Хасанекдер
Хасанекдер (перс. حسن‌کدر‎) — село на севере Ирана, в остане Альборз. Входит в состав шахрестана Кередж. Является частью дехестана (сельского округа) Неса бахша Асара.

## География
Село находится в северо-восточной части Альборза, в горной местности центральной части Эльбурса, в долине реки Кередж, на расстоянии приблизительно 36 километров к северо-востоку от Кереджа, административного центра провинции. Абсолютная высота — 2115 метров над уровнем моря.

## Население
По данным переписи 2006 года население села составляло 875 человек (432 мужчины и 443 женщины). В Хасанекдере насчитывалось 224 домохозяйства. Уровень грамотности населения составлял 83,54 %. Уровень грамотности среди мужчин составлял 85,42 %, среди женщин — 81,72 %.